# 東之宮古墳

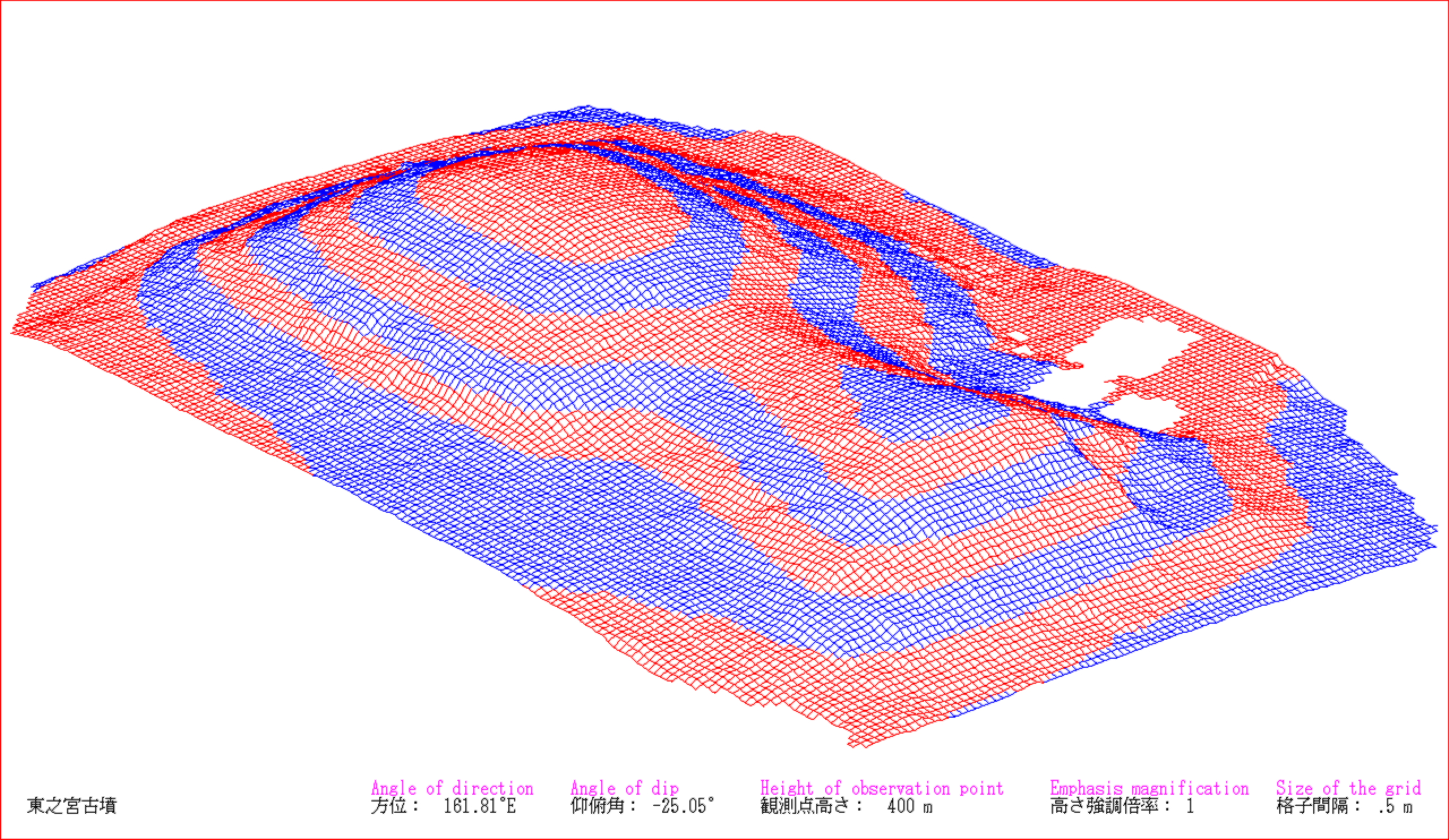
3DCGで描画した東之宮古墳

東之宮古墳（ひがしのみやこふん）は、愛知県犬山市北白山平にある古墳時代前期の前方後方墳。1973年（昭和48年）に発掘調査が行われ、1975年（昭和50年）に国の史跡に指定された。また出土遺物は1978年（昭和53年）に国の重要文化財に指定された。

## 概要
木曽川左岸に東西に長くのびる白山平山（はくさんびらやま）山頂の西端頂に位置する。
1973年（昭和48年）3月に同古墳の後方部において盗掘事件が発生し、被害状況確認のため同年8月から9月にかけて、犬山市から委託を受けた久永春男らによって発掘調査が行われ、同時に測量調査も実施されている。
2005年（平成17年）以前の文献によると墳丘の規模は、墳長72メートル、後方部48×49メートル、後方部高8メートル、前方部幅43メートル、前方部高6メートルとされてきた。
2000年代に実施された範囲確認のためのトレンチ調査の結果、葺石が分布する範囲から、墳長67メートル、後方部長さ39メートル、後方部幅36メートル、前方部幅35メートル、くびれ部幅19.5メートル、後方部高さ9メートル、前方部高さ7メートル、と修正されている。ただし、墳丘の盛土の範囲は葺石基底石の外側にも広がっている。
前方部西端部が土取により破壊を受けている他は、前方後方墳の墳形が良好に残存している。墳頂部は比較的狭く、12メートル×8メートルほどの平坦面が存在する。
2000年代の調査で後方部高さのおおむね中間の高さにテラスが確認され、東之宮古墳の後方部は2段築成の墳丘であることが判明した。前方部に関しては墳丘上部の調査を実施していないため段築の状況は不明としながらもレーザー測量による等高線から、後方部のテラスが前方部までまわる可能性があるとする。
東之宮古墳の築造にあたっては、地山を削り出して墳丘をつくりだした様子は確認されず、地中レーダー探査の結果からも、前方部・後方部ともに相当程度の盛土によって構築されている可能性が高いとする。

### 内部主体と遺物

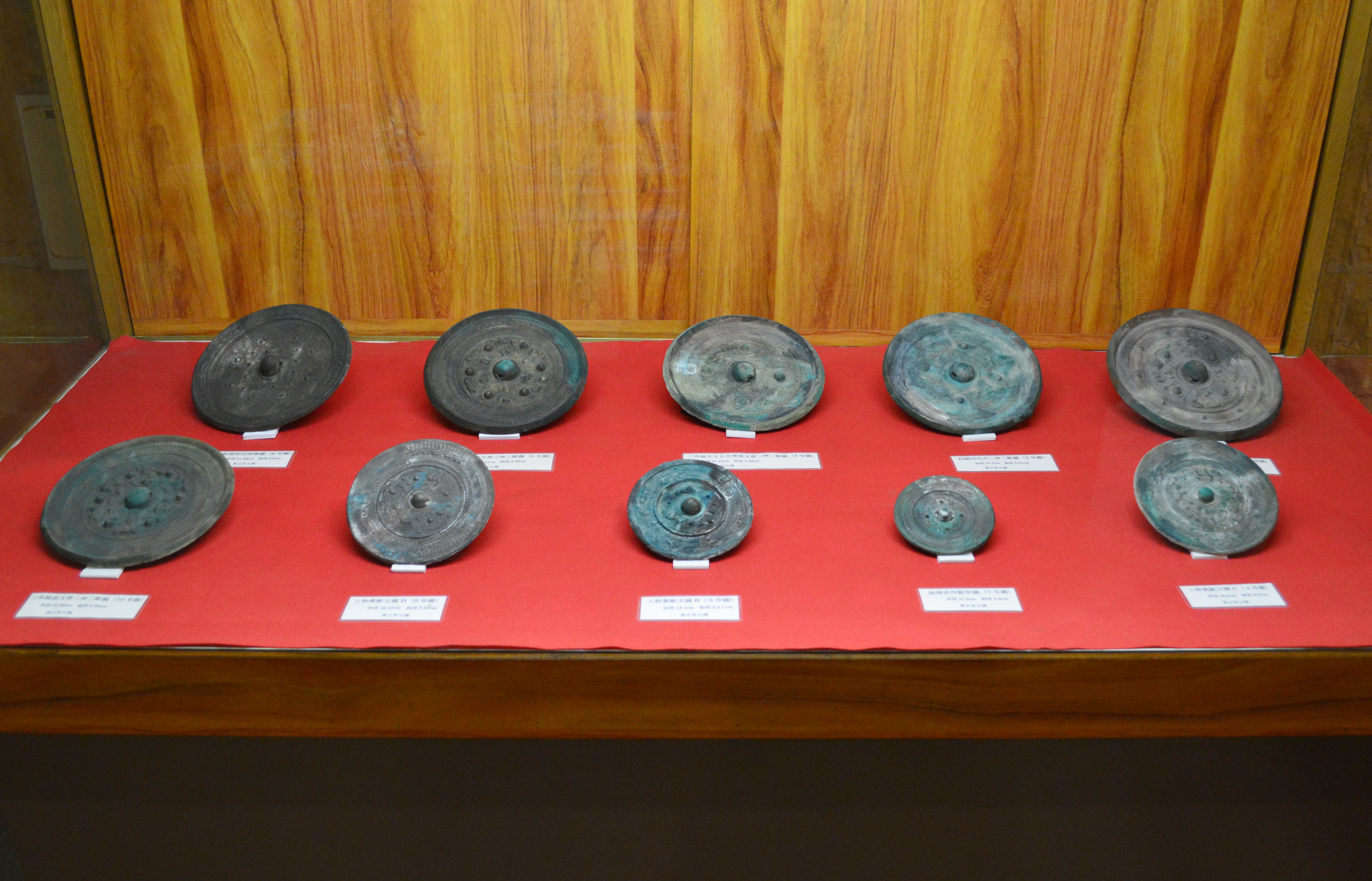
出土鏡（複製）青塚古墳ガイダンス施設「まほらの館」展示。

主体部は後方部頂に2か所、前方部に1か所あり、1973年（昭和48年）に発掘調査されたのは後方部の竪穴式石槨である。この竪穴式石槨の規模は長さ4.8メートル、幅0.8メートルを測る。石槨の底面には木製棺（消失）を安置していた粘土床が認められた。側石は細長い凝灰岩と花崗岩を混在させた石材を小口積で構築していた。天井は凝灰岩の板石状の7枚の天井石によって覆われていた。出土遺物は全てこの竪穴式石槨から出土しており、銅鏡11面（三角縁神獣鏡4面、斜縁同向式二神二獣鏡１面、方格規矩倭鏡1面、四獣形鏡1面、人物禽獣文鏡4面）、石製品（石釧3点、車輪石1点、鍬形石1点、合子2点）、玉類130点（硬玉製勾玉3点、碧玉製管玉127点）、鉄製品として鉄剣4点、鉄刀9点、鉄剣鉄槍17点、鉄鏃6点、短冊形鉄斧3点、有袋鉄斧3点、針筒1点、Y字方鉄器2点、釶があった。これらの石槨内出土遺物は国の重要文化財に指定され、京都国立博物館に保管されている。
銅鏡11面のうち、三角縁神獣鏡4面はそれぞれ同笵鏡が日本国内の古墳から出土している。4面ある人物禽獣文鏡は日本製で、濃尾平野のみに分布する特異な図像の鏡である。

### 築造年代
なお、東之宮古墳の築造年代については　副葬品などの従来の年代観からすると4世紀が妥当であるが、発掘調査報告書の作成者の1人である赤塚次郎は、最近の東海地域での土師器の編年の年代観から3世紀後葉を提示している。

## 文化財

### 重要文化財（国指定）
- 尾張東之宮古墳出土品 一括（考古資料） - 明細は後出。京都国立博物館保管。1978年（昭和53年）6月15日指定[6]。

- 銅鏡
  - 三角縁神獣鏡 5面
  - 方格規矩鏡 1面
  - 四獣鏡 4面
  - 三獣鏡 1面
- 玉類
  - 硬玉勾玉 3箇
  - 碧玉管玉 127箇
- 碧玉合子 2合
- 碧玉鍬形石 1箇
- 碧玉車輪石 1箇
- 碧玉釧 3箇
- 刀剣類
  - 剣身 残欠共 20口
  - 刀身 残欠共 9口
- 鉄斧 6箇
- 鉄鏃 残欠共 一括
- 鉄針 一括

### 国の史跡
- 東之宮古墳 - 1975年（昭和50年）7月19日指定、2010年（平成22年）2月22日に史跡範囲の追加指定[7]。

## ギャラリー

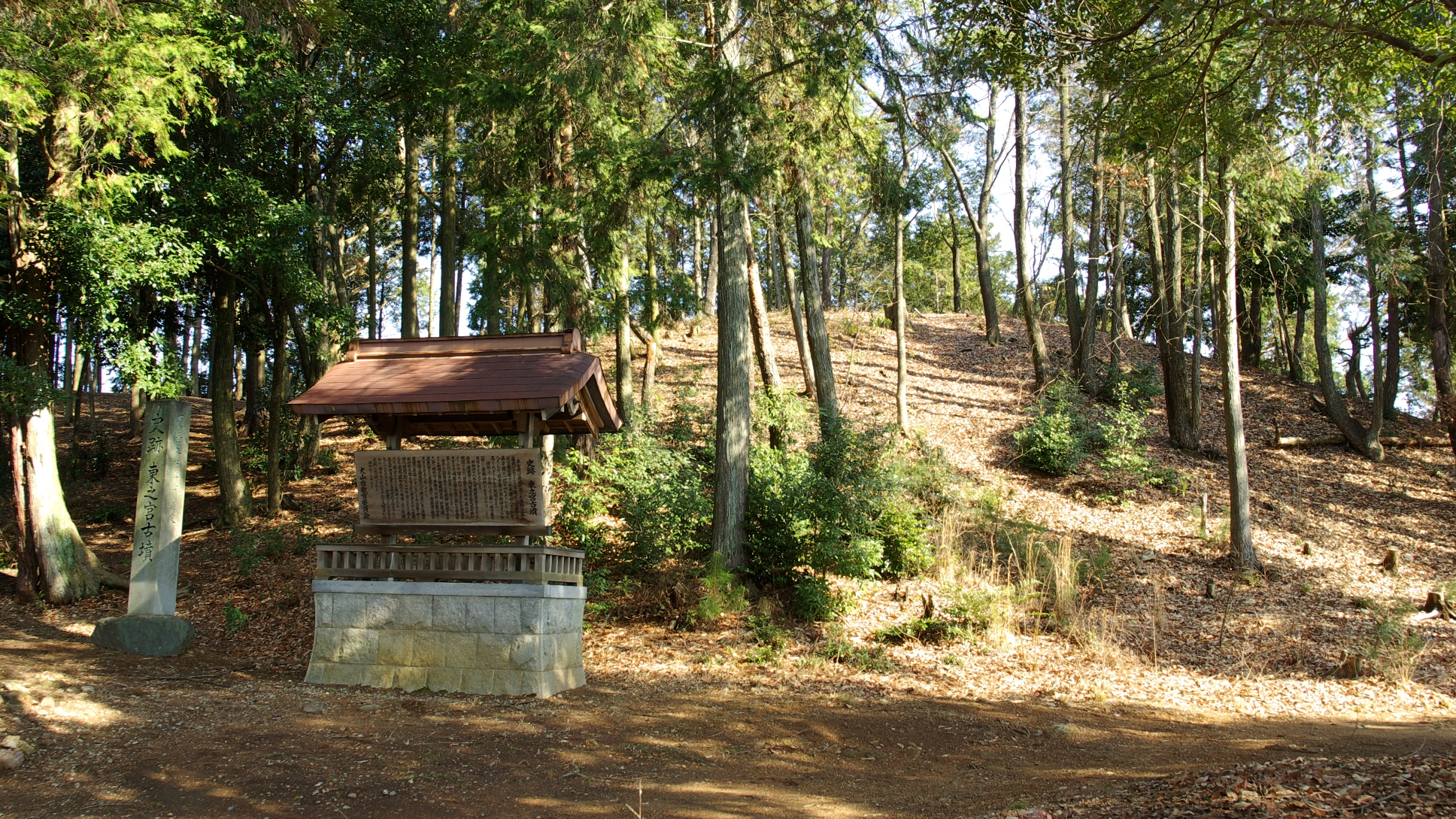
東之宮古墳後方部 南側より
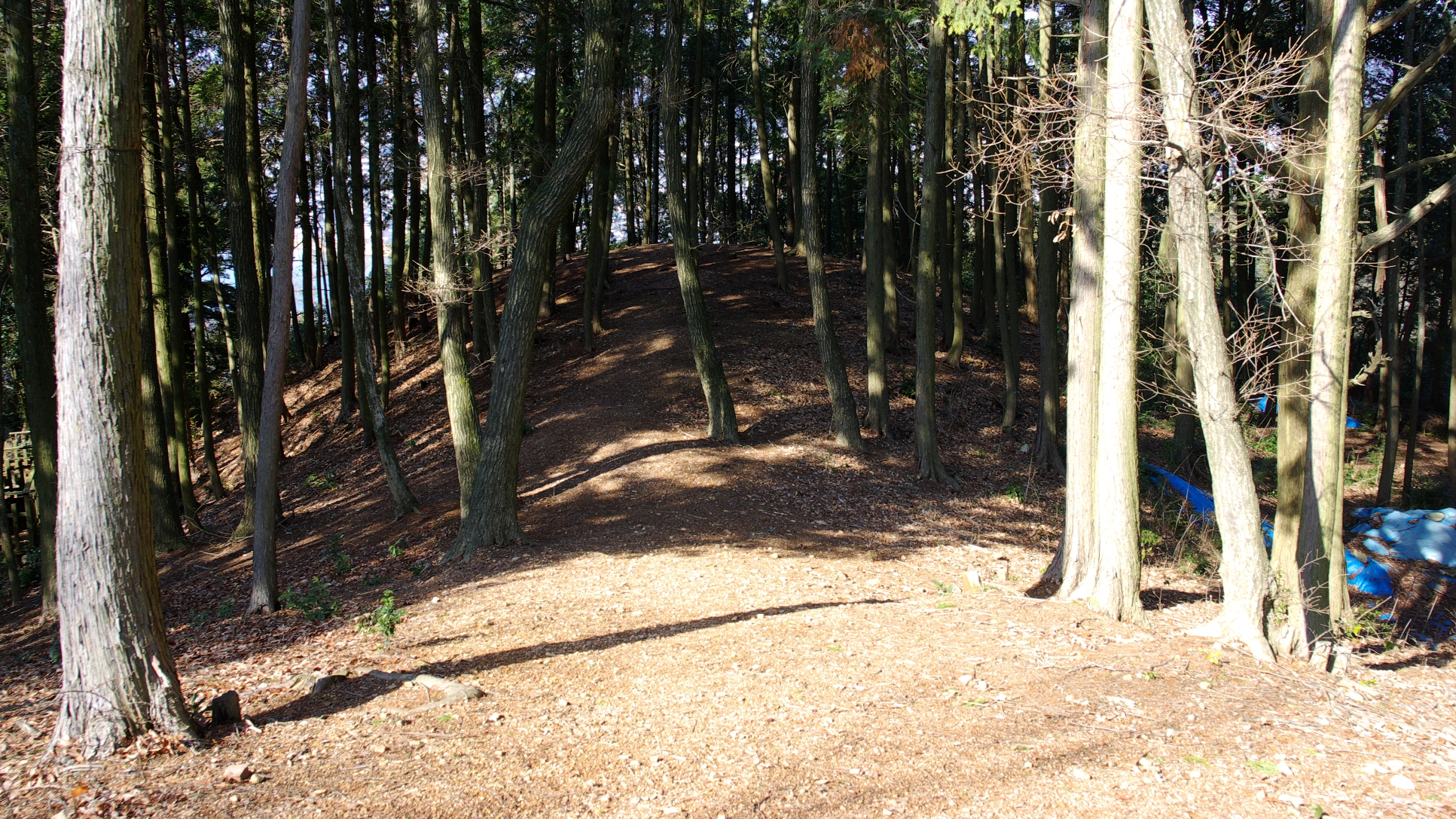
東之宮古墳後方部から見た前方部
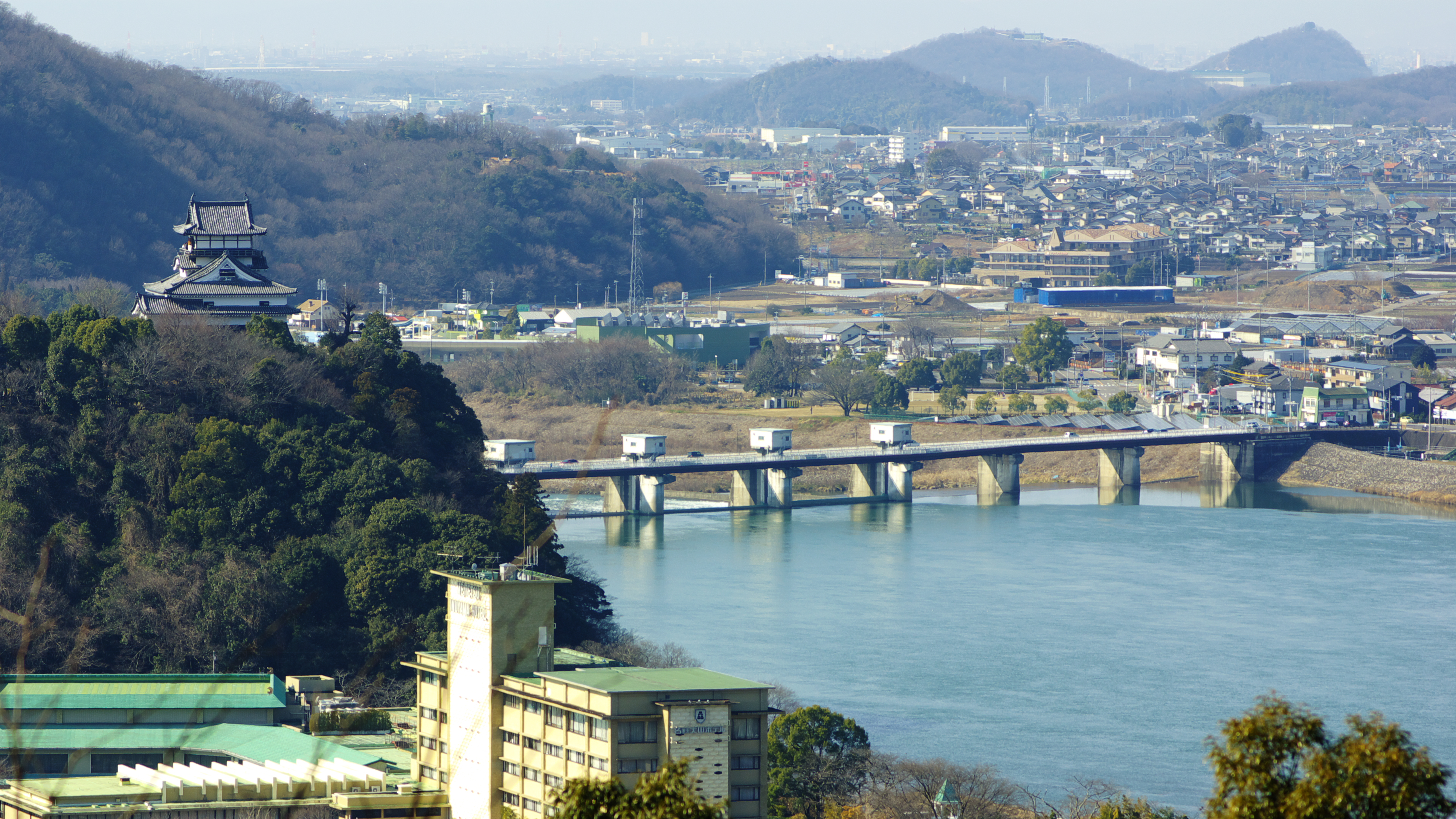
東之宮古墳から見た犬山城と木曽川
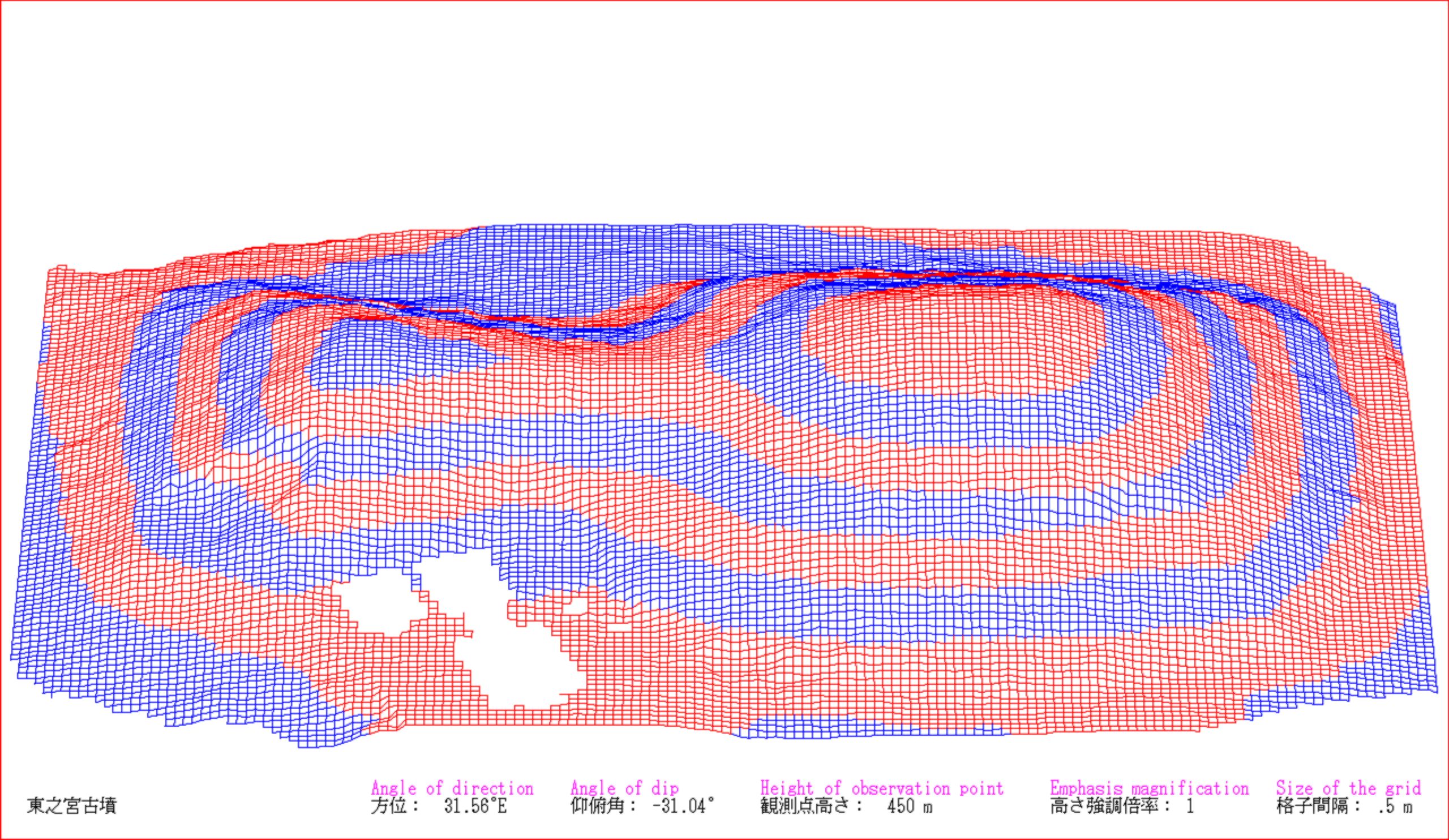
3DCGで描画。南西方向から見る
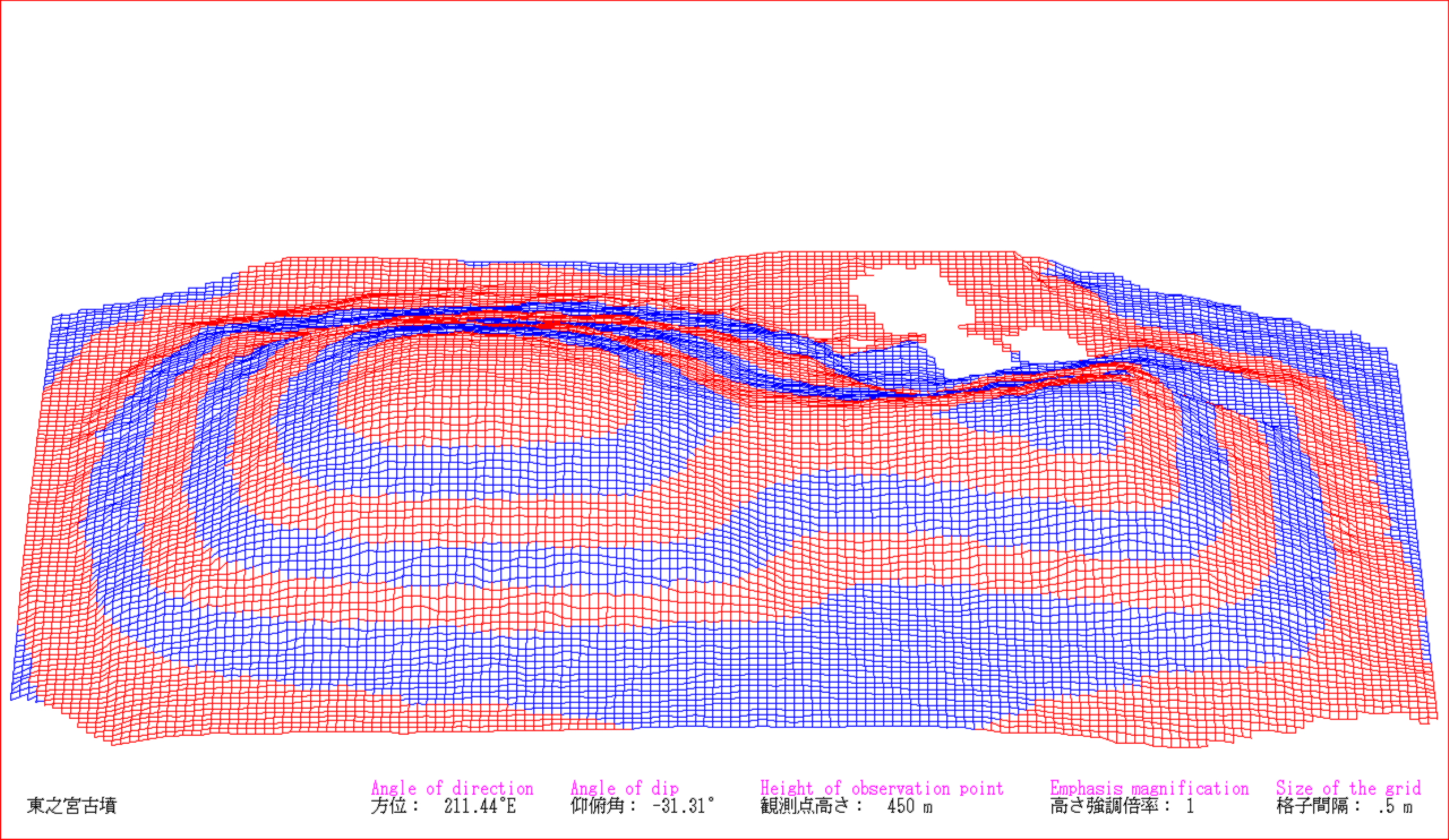
3DCGで描画。北東方向から見る
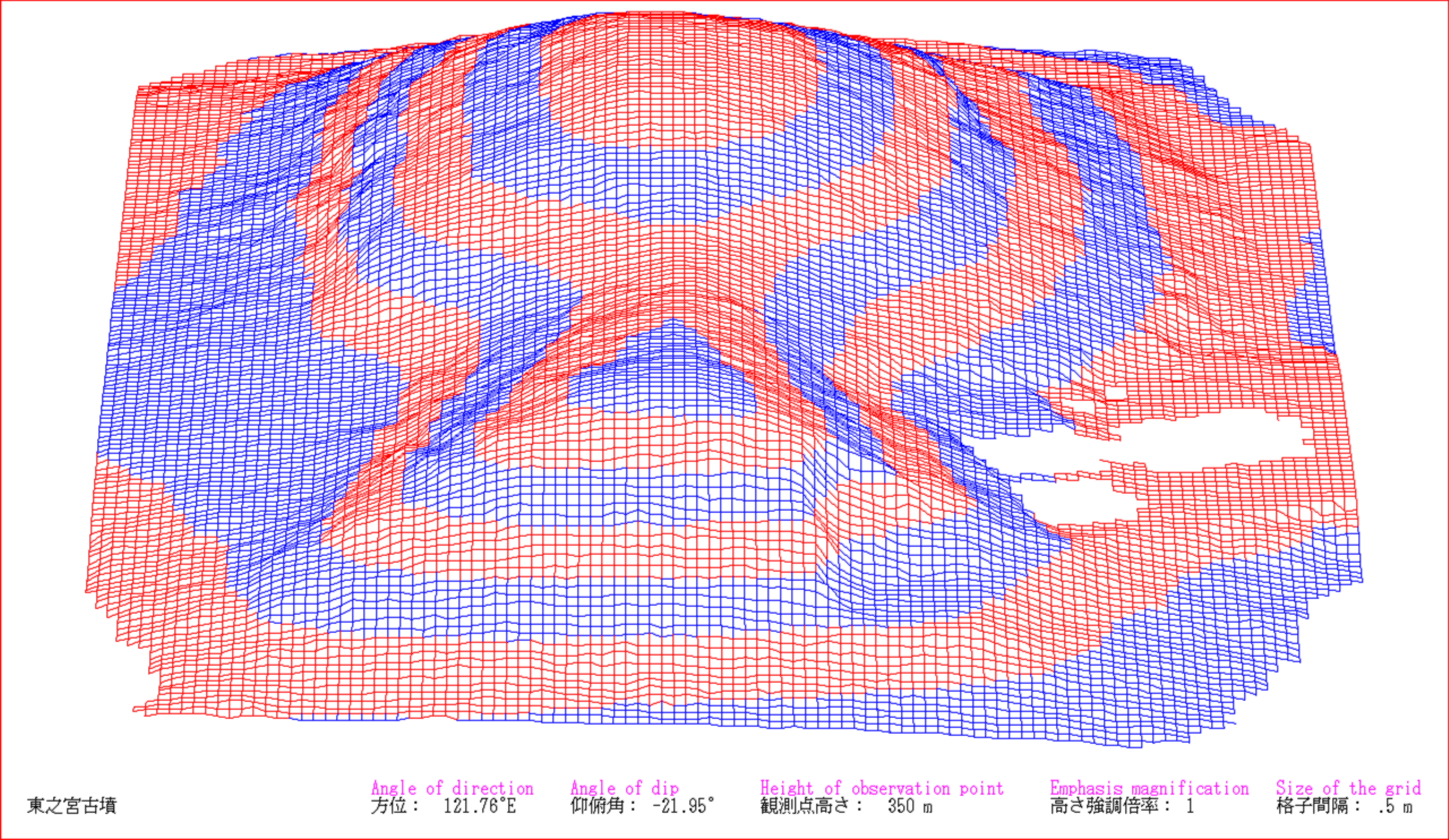
3DCGで描画。前方部正面から見る
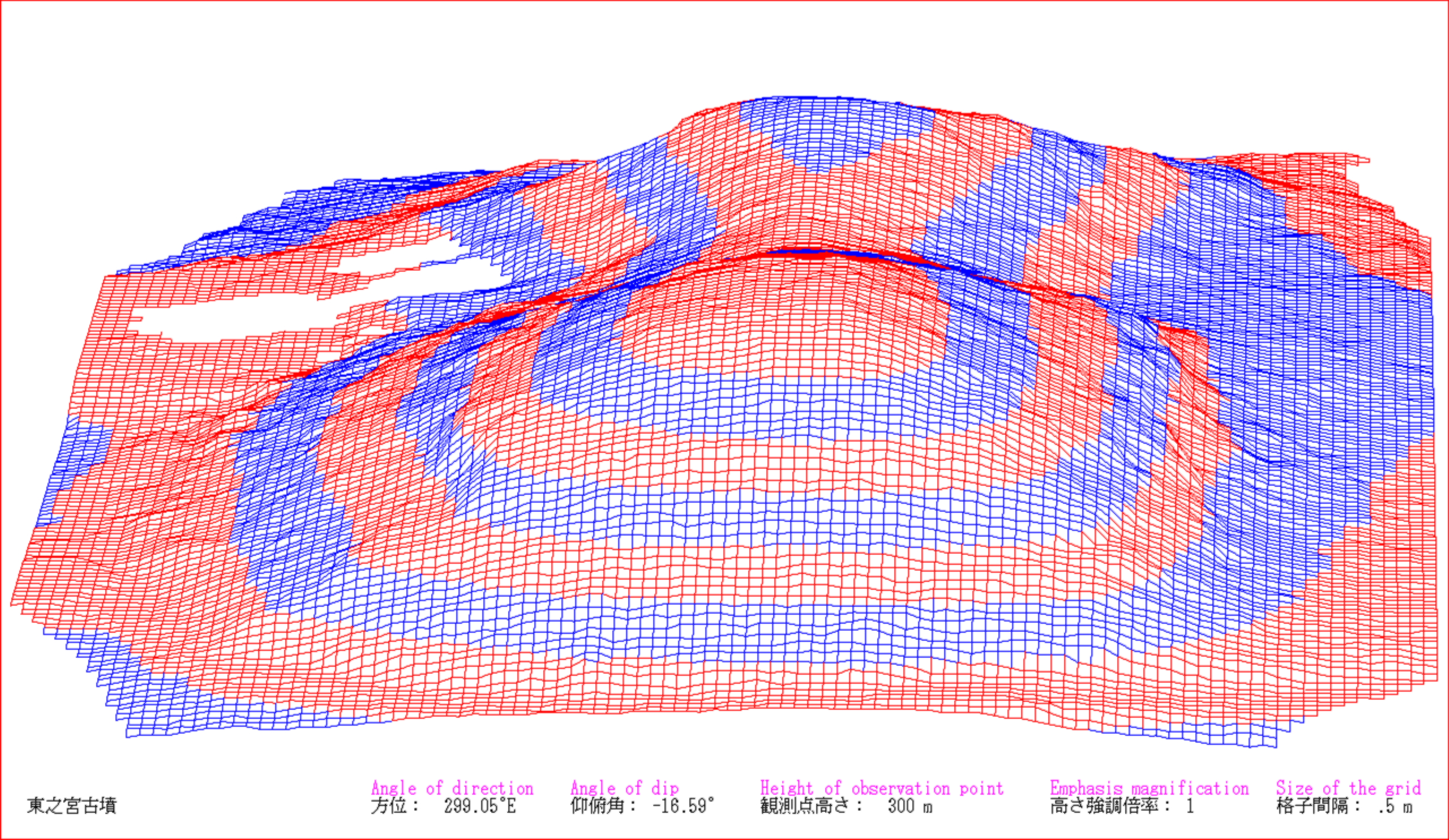
3DCGで描画。後方部方向から見る
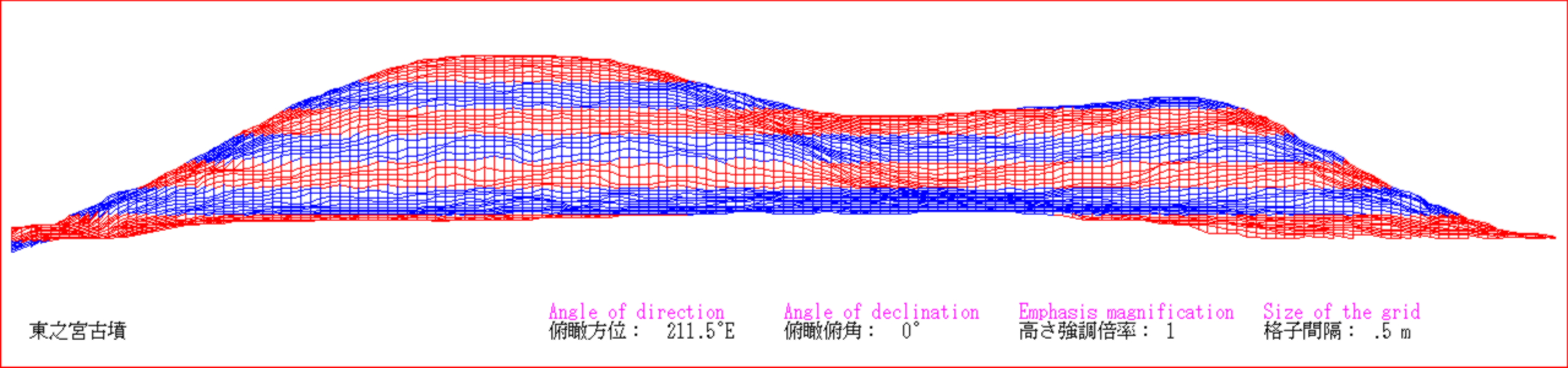
3DCGで描画。真横から見る

## 交通アクセス
所在地：愛知県犬山市北白山平7
- 名鉄犬山線 犬山遊園駅から徒歩約20分[1]